# Rudi Schenk
Rudi Schenk (Sittard, 8 september 1987) is een Nederlands voormalige handbaldoelman.

## Biografie
Schenk begon in 1994 met handballen bij Sittardia en nadat hij alle jeugdteams had doorlopen debuteerde hij al op jonge leeftijd onder Jörg Bohrmann in de hoofdmacht van Sittardia en speelde hij in 2007 de finale om het kampioenschap. In 2008 ging hij spelen bij de Limburg Wild Dogs het tweede team van Tophandbal Zuid Limburg dat destijds in de eredivisie opereerde. Een jaar later ging hij over naar Lions 1. In het seizoen 2010-2011 kreeg hij te maken met een polsblessure waar hij nog een half jaar mee heeft gespeeld. Bij aanvang van het seizoen 2011-2012 bleek het toch een gecompliceerde blessure te zijn waaraan hij geopereerd moest worden en waardoor hij een heel seizoen heeft moeten missen. In 2014 verliet hij Lions om te gaan spelen voor Tongeren. Bij Tongeren werd hij onder andere kampioen van België en bekerwinnaar. In 2018 keerde hij terug naar zijn oude club, Limburg Lions.. Tevens werd hij 2 maal verkozen tot beste doelman van de BeNe-league (2016/2017 en 2018/2019). Na één seizoen bij de Limburg Lions, meldde HC Visé BM bij Schenk om eventueel voor hen te komen spelen. Hiermee ging Schenk akkoord en vertrok hij naar de Belgische club. Als reden gaf Schenk aan dat hij bij Limburg Lions weinig waardering kreeg voor zijn verdiensten bij de club. Op 20 maart 2020 beëindigde Schenk zijn handballoopbaan.